# Monreale
Monreale er en italiensk by (og kommune) i regionen Sicilien i Italien, med omkring 38.698(2023) indbyggere.  